# Osiedle Złote Łany (Bielsko-Biała)
Osiedle Złote Łany – osiedle mieszkaniowe położone w Bielsku-Białej, w dzielnicy Złote Łany, na zboczach wzgórza o tej samej nazwie. Powstało w technologii wielkopłytowej latach 1970–1975 według projektu Zbigniewa Niklewicza wykonane przez Wojewódzkie Budownictwo Przedsiębiorstwa Miejskiego.

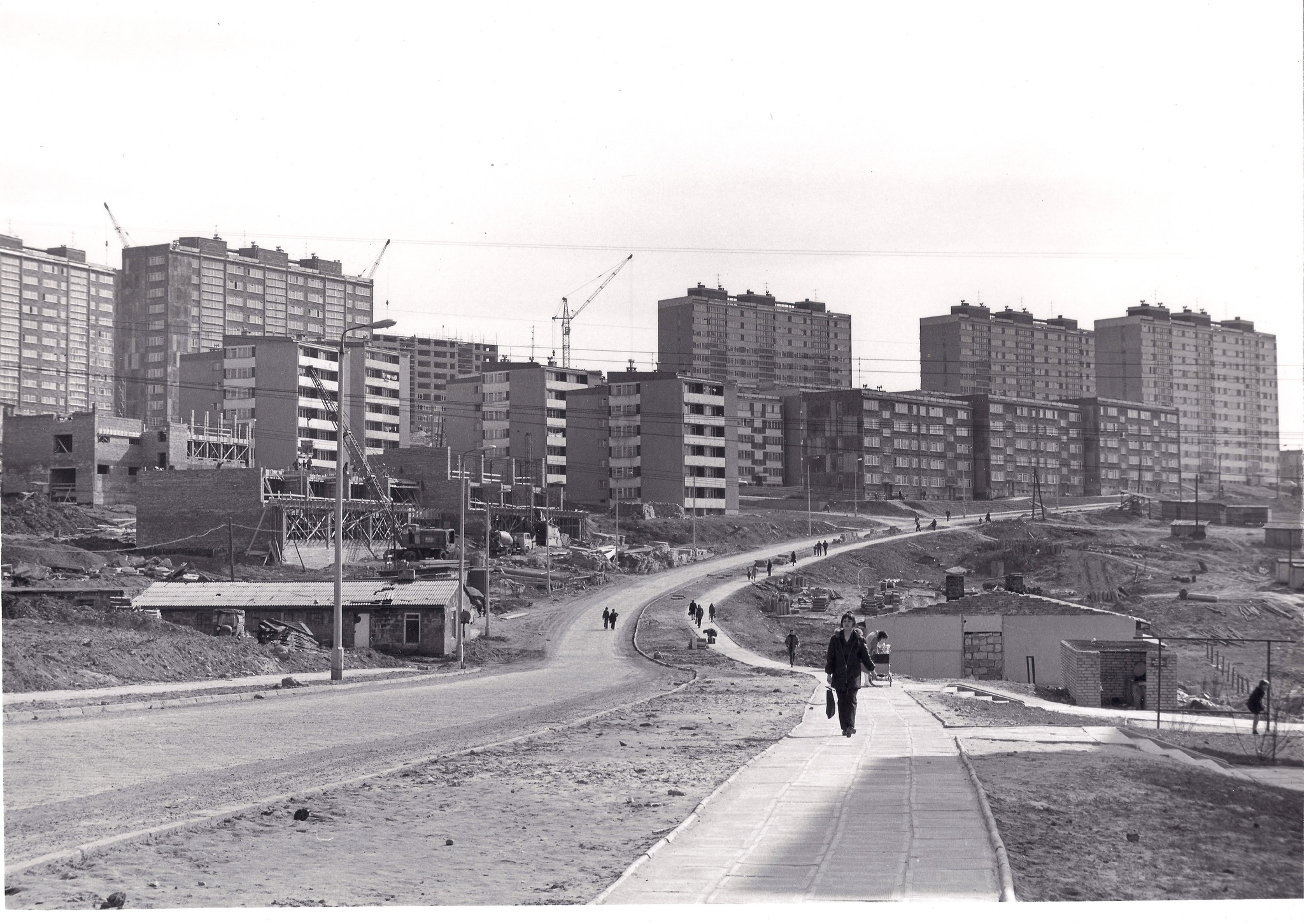
Ulica Jutrzenki w trakcie budowy osiedla (1974)

Osiedle tworzy łącznie kilkadziesiąt bloków zlokalizowanych w rejonie ulic Jutrzenki, Podgórze, Łagodnej, Teofila Lenartowicza i Akademii Umiejętności. Wzdłuż ulicy Jutrzenki ciągnie się zespół pawilonów handlowo-usługowych, w których mieści się m.in. siedziba spółdzielni mieszkaniowej „Złote Łany”, Spółdzielcze Centrum Kultury BEST oraz filia Książnicy Beskidzkiej z Czeskim Centrum Informacji i Edukacji. Integralną częścią osiedla są dwie szkoły podstawowe (nr 20 przy ulicy Lenartowicza 17 i nr 33 przy ulicy Łagodnej 26) oraz trzy przedszkola (nr 2 przy ulicy Łagodnej 16, nr 37 przy ulicy Jutrzenki 5 i nr 50 przy ulicy Łagodnej 57a). W budynku przy ulicy Jutrzenki 13 mieści się od 2008 II Liceum Ogólnokształcące im. Adama Asnyka.
Sąsiaduje na wschodzie z osiedlem Langiewicza, a w pozostałych kierunkach płynnie przechodzi w zabudowę głównie jednorodzinną przynależną do Leszczyn oraz Osiedla Grunwaldzkiego. Dzielnica zwyczajowa i jednostka pomocnicza gminy o nazwie Złote Łany obejmuje szerszy obszar niż właściwe osiedle.
Osiedle obsługują (stan 2022) linie autobusowe MZK Bielsko-Biała: 4, 15, 18, 19, 20, 21, 22, 34, nocna N2 i pracownicza P2. Pętla Osiedle Złote Łany przy ulicy Jutrzenki stanowi naturalne centrum zespołu mieszkaniowego. Ponadto w jego obrębie znajdują się przystanki Jutrzenki Lenartowicza i Łagodna Szkoła, a bliskości bloków zachodniej części również Lenartowicza i Żywiecka Hotel.